# Przymiarki (potok)
Przymiarki – potok wypływający ze wzniesienia na terenie Rudawy, przy południowej krawędzi Wyżyny Olkuskiej w Rowie Krzeszowickim. Wypływa z kilku źródeł w części wsi Podłonie, następnie płynie równoleżnikowo na wschód uregulowanym korytem po południowej stronie linii kolejowej i przemiałowni kruszywa, łącząc się z potokiem wypływającym z zachodniego brzegu wzgórza Przymiarki oraz z potokiem wypływającym z Wąwozu Niegoszowickiego. Przy przejeździe kolejowo-drogowym w Niegoszowicach utworzono przy nim stawy rybne. Płynie przez pola uprawne pomiędzy Niegoszowicami a Kochanowem (koło oczyszczalni ścieków), gdzie wpada do Będkówki (ok. 30 m od jej ujścia do rzeki Rudawy).